# 新加坡—科索沃关系
新加坡－科索沃关系是指新加坡和科索沃历史上及现代的双边关系。
在两国建交前，科索沃总统哈希姆·萨奇曾多次与新加坡政治人物会面，2013年，他出访新加坡，试图说服新加坡政府承认科索沃；其后，萨奇还在美国纽约遇到了新加坡外长并与其交流。最终，新加坡于2016年11月29日给予科索沃外交承认，此举也令新加坡成为第113个承认科索沃的国家，同年12月2日，新加坡与科索沃共和国建交。目前科索沃對新加坡的外交事務由科索沃驻泰国大使馆兼轄。
建交后，科索沃总统韋約莎·奧斯曼尼更于2022年6月首次出访新加坡，并与该国总统哈莉瑪·雅各布举行会谈。